# Coppa del Generalissimo 1973-1974
La Copa del Generalísimo 1973-1974 fu la 70ª edizione della Coppa di Spagna. Il torneo iniziò il 26 settembre 1973 e si concluse il 29 giugno 1974. La finale si disputò allo stadio Vicente Calderón di Madrid dove il Real Madrid sconfisse gli storici rivali del Barcellona.

## Formula e squadre partecipanti
In questa edizione presero parte tutte le squadre di Primera División, Segunda División e 76 squadre di Tercera División che si sfidarono in scontri ad eliminazione diretta. Le venti squadre di Segunda División erano qualificate direttamente per il terzo turno mentre le prime otto squadre della Primera División 1972-1973 erano qualificate per gli ottavi di finale e le restanti dieci per il quarto turno. In questa edizione non era presente la regola dei gol fuori casa.

## Primo turno
| Squadra 1          | Totale | Squadra 2             | Andata | Ritorno         |
| ------------------ | ------ | --------------------- | ------ | --------------- |
| Eibar              | 1 - 1  | Erandio               | 0 - 0  | 1 - 1           |
| Sestao Sport       | 1 - 3  | CD Logroñés           | 0 - 1  | 1 - 2           |
| Mirandés           | 1 - 0  | Bilbao Athletic       | 1 - 0  | 0 - 0           |
| Atlético Madrid B  | 5 - 3  | CD Valdepeñas         | 4 - 1  | 1 - 2           |
| Calvo Sotelo       | 2 - 2  | Getafe                | 2 - 0  | 0 - 2 (5-4 dcr) |
| Racing Ferrol      | 7 - 3  | Lugo                  | 5 - 1  | 2 - 2           |
| Baskonia           | 3 - 4  | Alavés                | 2 - 2  | 1 - 2           |
| Zamora CF          | 1 - 3  | Palencia              | 1 - 0  | 0 - 3           |
| Leonesa            | 2 - 1  | Ponferradina          | 2 - 0  | 0 - 1           |
| Guadalajara        | 0 - 5  | Moscardó              | 0 - 2  | 0 - 3           |
| Pegaso             | 4 - 5  | Carabanchel           | 1 - 3  | 3 - 2           |
| Atlético Ciudadela | 6 - 7  | CD Menorca            | 3 - 2  | 3 - 5           |
| SD Ibiza           | 2 - 2  | Manacor               | 0 - 0  | 2 - 2           |
| Real Avilés        | 1 - 3  | Caudal                | 0 - 1  | 1 - 2           |
| Langreo            | 3 - 1  | Gijón Industrial      | 3 - 1  | 0 - 0           |
| Rayo Cantabria     | 2 - 1  | Torrelavega           | 2 - 1  | 0 - 0           |
| Osasuna B          | 2 - 1  | Peña Sport            | 1 - 0  | 1 - 1           |
| Salmantino         | 1 - 2  | Castilla              | 1 - 0  | 0 - 2           |
| Tudelano           | 4 - 1  | Barbastro             | 4 - 0  | 0 - 1           |
| San Fernando       | 1 - 2  | Recreativo Huelva     | 1 - 0  | 0 - 2           |
| Linense            | 2 - 2  | Racing Portuense      | 1 - 0  | 1 - 2 (3-2 dcr) |
| Terrassa           | 0 - 1  | Barcellona Atlètic    | 0 - 0  | 0 - 1           |
| Almería            | 3 - 2  | Atlético Marbella     | 3 - 2  | 0 - 0           |
| Ceuta              | 13 - 2 | Melilla Industrial    | 10 - 1 | 3 - 1           |
| Cacereño           | 1 - 1  | Badajoz               | 1 - 0  | 0 - 1 (5-4 dcr) |
| Gandía             | 3 - 1  | Valencia Mestalla     | 2 - 0  | 1 - 1           |
| Xerez              | 2 - 3  | Real Jaén             | 2 - 0  | 0 - 3           |
| Club Lemos         | 1 - 3  | Pontevedra            | 1 - 1  | 0 - 2           |
| CD Cartagena       | 3 - 2  | Orihuela Deportiva CF | 2 - 1  | 1 - 1           |
| Hellín             | 2 - 3  | Eldense               | 1 - 1  | 1 - 2           |
| Melilla CD         | 4 - 2  | O'Donnell             | 3 - 1  | 1 - 1           |
| Alcoyano           | 5 - 1  | Olímpic Xàtiva        | 4 - 1  | 1 - 0           |
| Alzira             | 2 - 1  | Ontinyent             | 2 - 0  | 0 - 1           |
| Villarreal         | 3 - 1  | Vinaròs               | 2 - 1  | 1 - 0           |
| CE Europa          | 2 - 5  | Tortosa               | 2 - 1  | 0 - 4           |
| UE Lleida          | 3 - 0  | Girona                | 2 - 0  | 1 - 0           |

## Secondo turno
| Squadra 1         | Totale | Squadra 2          | Andata | Ritorno         |
| ----------------- | ------ | ------------------ | ------ | --------------- |
| Getxo             | 2 - 0  | Osasuna B          | 2 - 0  | 0 - 0           |
| CD Logroñés       | 2 - 2  | Mirandés           | 2 - 0  | 0 - 2 (5-2 dcr) |
| Leonesa           | 5 - 2  | Palencia           | 2 - 0  | 3 - 2           |
| Eldense           | 0 - 2  | Alcoyano           | 0 - 0  | 0 - 2           |
| Alavés            | 1 - 3  | Erandio            | 1 - 1  | 0 - 2           |
| Melilla CD        | 3 - 5  | Almería            | 2 - 2  | 1 - 3           |
| Rayo Cantabria    | 0 - 2  | Langreo            | 0 - 0  | 0 - 2           |
| Racing Ferrol     | 4 - 3  | Pontevedra         | 2 - 1  | 2 - 2           |
| Menorca           | 2 - 5  | UD Mahón           | 1 - 1  | 1 - 4           |
| Carabanchel       | 1 - 2  | Castilla           | 0 - 0  | 1 - 2           |
| Villarreal        | 3 - 1  | Alzira             | 2 - 0  | 1 - 1           |
| Real Jaén         | 0 - 3  | Recreativo Huelva  | 0 - 2  | 0 - 1           |
| Cacereño          | 1 - 2  | Moscardó           | 1 - 1  | 0 - 1           |
| Tortosa           | 2 - 5  | CF Calella         | 2 - 2  | 0 - 3           |
| Atlético Madrid B | 3 - 1  | Calvo Sotelo       | 0 - 0  | 3 - 1           |
| Gandía            | 1 - 5  | CD Cartagena       | 1 - 0  | 0 - 5           |
| Manacor           | 1 - 2  | Barcellona Atlètic | 0 - 1  | 1 - 1           |
| Caudal            | 1 - 2  | Ensidesa           | 1 - 1  | 0 - 1           |
| Tudelano          | 2 - 3  | UE Lleida          | 1 - 1  | 1 - 2           |
| Linense           | 2 - 4  | Ceuta              | 0 - 1  | 2 - 3           |

## Terzo turno
| Squadra 1          | Totale | Squadra 2           | Andata | Ritorno         |
| ------------------ | ------ | ------------------- | ------ | --------------- |
| Barcellona Atlètic | 5 - 5  | Ourense             | 2 - 2  | 3 - 3 (5-4 dcr) |
| Castilla           | 1 - 3  | Barakaldo           | 0 - 1  | 1 - 2           |
| Córdoba            | 5 - 3  | Ceuta               | 4 - 2  | 1 - 1           |
| Erandio            | 2 - 4  | Siviglia            | 1 - 2  | 1 - 2           |
| Racing Ferrol      | 1 - 1  | Rayo Vallecano      | 1 - 1  | 0 - 0 (3-4 dcr) |
| Leonesa            | 3 - 3  | Deportivo La Coruña | 2 - 1  | 1 - 2 (1-3 dcr) |
| Levante            | 1 - 1  | CD Cartagena        | 1 - 1  | 0 - 0 (4-2 dcr) |
| Hércules           | 3 - 1  | CD Logroñés         | 2 - 0  | 1 - 1           |
| Recreativo Huelva  | 0 - 1  | Sabadell            | 0 - 0  | 0 - 1           |
| Burgos             | 3 - 2  | Ensidesa            | 1 - 1  | 2 - 1           |
| Cadice             | 1 - 3  | Moscardó            | 1 - 1  | 0 - 2           |
| Langreo            | 4 - 3  | Osasuna             | 3 - 1  | 1 - 2           |
| Real Valladolid    | 2 - 3  | CF Calella          | 2 - 0  | 0 - 3           |
| Atlético Madrid B  | 1 - 2  | Sant Andreu         | 1 - 0  | 0 - 2           |
| Villarreal         | 1 - 4  | Betis               | 1 - 2  | 0 - 2           |
| Getxo              | 4 - 3  | Maiorca             | 3 - 0  | 1 - 3           |
| CD Linares         | 0 - 2  | Almería             | 0 - 1  | 0 - 1           |
| UD Mahón           | 1 - 2  | Gimnàstic           | 1 - 1  | 0 - 1           |
| Salamanca UDS      | 4 - 1  | Alcoyano            | 3 - 0  | 1 - 1           |
| Tenerife           | 8 - 2  | UE Lleida           | 4 - 0  | 4 - 2           |

## Quarto turno
| Squadra 1           | Totale | Squadra 2          | Andata | Ritorno         |
| ------------------- | ------ | ------------------ | ------ | --------------- |
| CF Calella          | 1 - 2  | Athletic Bilbao    | 1 - 0  | 0 - 2           |
| Langreo             | 0 - 3  | Betis              | 0 - 1  | 0 - 2           |
| Deportivo La Coruña | 0 - 6  | Racing Santander   | 0 - 3  | 0 - 3           |
| Elche               | 3 - 2  | Salamanca UDS      | 2 - 1  | 1 - 1           |
| Almería             | 3 - 5  | Real Oviedo        | 2 - 1  | 1 - 4           |
| Hércules            | 2 - 3  | Rayo Vallecano     | 0 - 1  | 2 - 2           |
| Moscardó            | 3 - 5  | Real Murcia        | 2 - 2  | 1 - 3           |
| Celta Vigo          | 3 - 1  | Getxo              | 2 - 0  | 1 - 1           |
| Barakaldo           | 2 - 5  | Las Palmas         | 1 - 0  | 1 - 5           |
| Granada             | 5 - 4  | Burgos             | 5 - 1  | 0 - 3           |
| Córdoba             | 3 - 4  | Tenerife           | 3 - 0  | 0 - 4           |
| Sant Andreu         | 4 - 2  | Gimnàstic          | 4 - 1  | 0 - 1           |
| Levante             | 5 - 4  | Barcellona Atlètic | 5 - 1  | 0 - 3           |
| Malaga              | 1 - 1  | Siviglia           | 0 - 0  | 1 - 1 (4-3 dcr) |

## Quinto turno
| Squadra 1        | Totale | Squadra 2      | Andata | Ritorno         |
| ---------------- | ------ | -------------- | ------ | --------------- |
| Racing Santander | 0 - 2  | Sabadell       | 0 - 0  | 0 - 2           |
| Celta Vigo       | 1 - 2  | Rayo Vallecano | 1 - 0  | 0 - 2           |
| Sant Andreu      | 5 - 0  | Elche          | 4 - 0  | 1 - 0           |
| Tenerife         | 1 - 3  | Betis          | 1 - 1  | 0 - 2           |
| Malaga           | 1 - 1  | Real Oviedo    | 0 - 0  | 1 - 1 (3-4 dcr) |
| Athletic Bilbao  | 1 - 3  | Real Murcia    | 1 - 0  | 0 - 3           |
| Levante          | 2 - 6  | Granada        | 2 - 1  | 0 - 5           |
| Sporting Gijón   | 4 - 4  | Las Palmas     | 3 - 2  | 1 - 2 (3-4 dcr) |

## Ottavi di finale
| Squadra 1       | Totale | Squadra 2      | Andata | Ritorno |
| --------------- | ------ | -------------- | ------ | ------- |
| Las Palmas      | 3 - 0  | Real Sociedad  | 1 - 0  | 2 - 0   |
| Betis           | 2 - 8  | Real Madrid    | 1 - 1  | 1 - 7   |
| Granada         | 2 - 1  | Castellón      | 2 - 1  | 0 - 0   |
| Sant Andreu     | 1 - 3  | Espanyol       | 1 - 2  | 0 - 1   |
| Valencia        | 6 - 1  | Rayo Vallecano | 3 - 1  | 3 - 0   |
| Real Murcia     | 5 - 8  | Real Saragozza | 3 - 1  | 2 - 7   |
| Atlético Madrid | 6 - 1  | Sabadell       | 3 - 1  | 3 - 0   |
| Real Oviedo     | 3 - 7  | Barcellona     | 2 - 3  | 1 - 4   |

## Quarti di finale
| Squadra 1      | Totale | Squadra 2       | Andata | Ritorno |
| -------------- | ------ | --------------- | ------ | ------- |
| Valencia       | 0 - 2  | Las Palmas      | 0 - 0  | 0 - 2   |
| Granada        | 3 - 7  | Real Madrid     | 0 - 0  | 3 - 7   |
| Espanyol       | 1 - 3  | Barcellona      | 1 - 1  | 0 - 2   |
| Real Saragozza | 2 - 3  | Atlético Madrid | 0 - 2  | 2 - 1   |

## Semifinali
| Squadra 1   | Totale | Squadra 2       | Andata | Ritorno |
| ----------- | ------ | --------------- | ------ | ------- |
| Barcellona  | 3 - 2  | Atlético Madrid | 1 - 1  | 2 - 1   |
| Real Madrid | 7 - 1  | Las Palmas      | 5 - 0  | 2 - 1   |

## Finale
| Squadra 1   | Risultato | Squadra 2  |
| ----------- | --------- | ---------- |
| Real Madrid | 4 - 0     | Barcellona |

| Arbitro: | Antonio Sánchez Ríos |

|                                                 |           |  |
| Santillana 5’ Rubiñán 46’ Aguilar 50’ Pirri 83’ | Marcatori |  |